# Concierto para piano n.º 3 (Saint-Saëns)

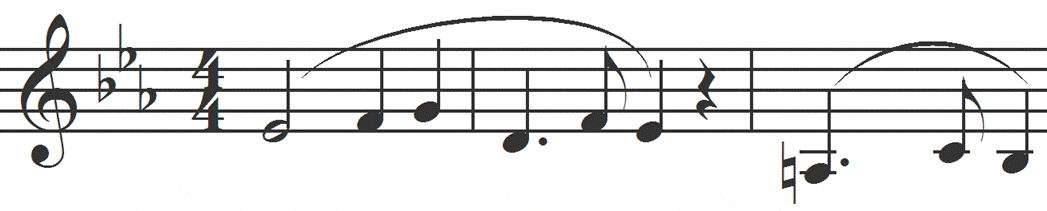
Melodía principal del concierto.

El Concierto para piano n.° 3 en mi bemol mayor, op. 29, de Camille Saint-Saëns, fue compuesto en 1869. El concierto está escrito en tres movimientos. Cuando el concierto fue interpretado por primera vez por el propio Saint-Saëns en la Gewandhaus de Leipzig el 27 de noviembre de 1869, no fue bien recibido, posiblemente debido a su experimentación armónica. No se interpreta con tanta frecuencia como su famoso segundo concierto o el cuarto o quinto concierto, pero sigue siendo una adición importante al repertorio de conciertos para piano. Estaba dedicado a Élie-Miriam Delaborde, un pianista que se cree que fue el hijo natural de Charles-Valentin Alkan.

## Movimientos
El concierto está estructurado en tres movimientos:
- 1.	Moderato assai
- 2.	Andante
- 3.	Allegro non troppo